# Cladodromia soleata
Cladodromia soleata är en tvåvingeart som beskrevs av Collin 1928. Cladodromia soleata ingår i släktet Cladodromia och familjen dansflugor. Inga underarter finns listade i Catalogue of Life.